# Tamanna
Tamanna – dramat indyjski w języku hindi wyreżyserowany w 1997 roku przez Mahesha Bhatta, autora Duplicate, Dil Hai Ki Manta Nahin, Chaahat, Zakhm, Dastak. W rolach głównych Pooja Bhatt, Paresh Rawal i Manoj Bajpai. Film, którego akcja rozgrywa się w Bombaju opowiada historię eunucha ("hijry") wychowującego adoptowaną córkę, Tamannę.

## Obsada
- Pooja Bhatt – Tamanna Ali Sayed
- Paresh Rawal – Tikku Ali Sayed
- Manoj Bajpai – Salim
- Sharad S. Kapoor – Sajid Khan
- Akshay Anand – Jugal R. Chopra
- Nadira – Nazneen Begum
- Kunika – aktorka Bollywoodu
- Sulabha Deshpande – Kaushalya
- Zohra Sehgal – p. Chopra
- Kunal Khemu

## Muzyka i piosenki
Muzykę do filmu skomponował Anu Malik, twórca muzyki do takich filmów jak:  Akele Hum Akele Tum, Chaahat, Border, China Gate, Refugee, Fiza Aśoka Wielki, Aks, LOC Kargil, Ishq Vishk, Murder, Fida, No Entry, Humko Deewana Kar Gaye, Zakochać się jeszcze raz,  Umrao Jaan. Nagroda Filmfare za Najlepszą Muzykę za Baazigar  i Jestem przy tobie.
W playbacku śpiewają: Alka Yagnik, Kumar Sanu i Sonu Nigam.
1. Yeh Kya Hua – Kumar Sanu, Alka Yagnik
2. Uth Meri Jaan – Sonu Nigam
3. Shabke Jage Huye – Kumar Sanu
4. Shabke Jage Huye – Alka Yagnik
5. Ghar Se Masjid – Sonu Nigam
6. Aaj Kal Meri – Alka Yagnik
7. Yeh Aaine Jo Tumhe